# Bernard z Alciry
Svatý Bernard z Alciry († 1181) byl původně muslimem, pod dojmem setkání s životní praxí cisterciáckých mnichů ve španělském opatství Poblet přijal katolickou víru a sám se stal cisterciákem. Zemřel mučednickou smrtí a je v katolické církvi uctíván jako světec.

## Život
Narodil se v rodině mansurského emíra v Carletu u Valencie v blíže neznámém roce, podle některých zdrojů roku 1135. Byl druhý ze čtyř dětí a jmenoval se Ahmed. Roku 1156 byl poslán jako posel k vyjednávání s aragonským králem. Měl vyjednat propuštění válečných zajatců. Jednání byla neúspěšná. Během návratu do Valencie požádal o možnost odpočinku v cisterciáckém opatství Poblet. Mniši mu poskytli pohostinství, ač byl jinověrec. Krátký pobyt mezi cisterciáky na Ahmeda velice zapůsobil. Propustil své služebníky a požádal mnichy o křest. Záhy po křtu se připojil k pobletské komunitě a žil jako prostý mnich. V roce 1181 se vydal na návštěvu svého otce. Měl úmysl jej přivést ke křesťanské víře. Přivedl ke křesťanské víře své dvě sestry a pokřtil je. Poté se i s nimi vydal na zpáteční cestu. Jejich příbuzní je však začali pronásledovat, poblíž Alcry je dostihli a zajali. Byli přemlouváni k návratu k islámu. Když Bernard odmítl a jeho sestry také, byli zabiti (podle legendy jim byly hlavy probity hřeby, podle jiných zdrojů byli sťati). Roku 1242 nechal král Jakub I. Aragonský na místě jejich mučednické smrti postavit kapli. Bernard a jeho sestry začali být záhy uctíváni mezi lidem. Jejich kult byl poté církevně uznán.
Roku 1603 byly ostatky Bernarda a jeho dvou sester přeneseny do pobletského kláštera a zde pohřbeny. Slavení liturgické památky těchto světců je poněkud roztříštěné. V cisterciáckém řádu jsou připomínáni 1. července, valencijská arcidiecéze pak 23. července, a klášterní komunita v Pobletu na základě zvláštního papežského privilegia jejich památku slaví k datu 2. září.